# Constantino Noya
Constantino Noya (fl. XX secolo) è stato un calciatore boliviano, di ruolo centrocampista.

## Carriera
Partecipò al Mondiale del 1930 con la Nazionale boliviana.